# جيف هانان
جيف هانان (بالإنجليزية: Geoff Hannan)‏ هو ملحن بريطاني، ولد في 1972.

## روابط خارجية
- جيف هانان على موقع IMDb (الإنجليزية)
- جيف هانان على موقع ميوزك برينز (الإنجليزية)